# NGC 1625
NGC 1625 je galaksija u zviježđu Eridanu.

## Vanjske poveznice
- SEDS: NGC 1625